# Inszenierung
Unter Inszenierung (von altgriechisch σκηνή skiní, deutsch ‚Zelt, Bühne‘) versteht man das Einrichten und die öffentliche Zurschaustellung eines Werkes oder einer Sache. Dies betrifft im engeren Sinne den Bereich der darstellenden Kunst. Dabei muss nicht unbedingt ein in sich geschlossenes Werk auf die Bühne gebracht werden, auch offene Formen wie etwa die Performance können inszeniert werden. Der Begriff wird oft in der Bedeutung Regie verwendet und unterscheidet die Inszenierung als künstlerischen Akt von einer Ausstellung oder Aufführung im Sinne einer Theateraufführung oder Filmvorführung. Im weiteren Sinne kann auch jede andere Form der bewusst eingerichteten Darstellung als Inszenierung bezeichnet werden.

## Inszenierung in der Kunst
Der Begriff der Inszenierung kommt aus dem Theater. Dort bedeutete er gemäß der von August Lewald im 19. Jahrhundert geprägten Sichtweise: „‚In die Szene zu setzen‘ heißt, ein Werk vollständig zur Anschauung bringen, um durch äußere Mittel die Intention des Dichters zu ergänzen und die Wirkung des Werkes zu verstärken.“ Auch heute noch spricht man davon, dass es sich bei einer Theateraufführung um eine „gelungene Inszenierung“ handle. Gelungenheit einer Inszenierung bedeutet heute jedoch nicht mehr so sehr die korrekte, möglichst werktreue Aufführung eines Stücks, sondern bezeichnet ein allgemeines Lob im Sinne einer „guten Aufführung“.
Mittlerweile herrscht die Ansicht vor, dass es nicht eine einzige 'richtige' Interpretation eines Werkes gibt, und dass die Inszenierung eines Theaterstücks deshalb stets mehr ist als eine bloße Bebilderung. Heute wird Inszenierung so verstanden, dass sie nicht nur Schaufunktion hat, die etwas ausdrückt, was anderorts schon besteht, sondern als Bündel von Strategien, die auch etwas Neues schaffen. Dieser Umstand hat auch Eingang in die Rechtsprechung gefunden, die dem Schöpfer einer Inszenierung, unabhängig vom inszenierten Werk, eigene Urheberrechte zugesteht.
Die szenische Umsetzung eines dramatischen Werkes findet in der Regel auf einer Bühne vor Publikum statt und unterliegt der Leitung eines Regisseurs oder Regieteams. Auch die Performance ist eine Inszenierung, obgleich hierbei meist der klar abgetrennte Bühnenraum fehlt; aber eine Regie ist vorhanden. Wichtig ist hier nicht mehr die Geschichte des dramatischen Werks, sondern das Gesamte der Situation, in der sich Musik, Bewegung, Sprache, Licht, zu einem Gesamtkunstwerk vereinigen.
Auch in der Filmkunst und im Hörspiel spricht man von der Inszenierung unter der Leitung eines Regisseurs, der eine Geschichte, ein Drehbuch oder eine Figur inszeniert (siehe auch Mise-en-scène).
In der Kunst versteht man unter Inszenierung auch, dass der Künstler seine Sichtweise darstellt. Er wählt z. B. eine Perspektive, positioniert Objekte, Orte, Personen oder Situationen mit dem Ziel, die Wahrnehmung des Rezipienten zu lenken. In Architektur und Malerei wird mittels perspektivischer Täuschung ein Trompe-l’œil-Effekt erreicht.

## Mediale Inszenierung der Wirklichkeit
Massenmediale Präsentationen wie Berichterstattung, Übertragungen von politischen oder kulturellen Ereignissen, Sport etc. bedingen eine gestaltende Inszenierung. Auswahl, Einsatz der Technik, Darstellungsweise, Kommentare und Wertungen lassen beim Rezipienten ein Bild entstehen, das vielfach als „inszenierte Wirklichkeit“ beschrieben wird. Die Medienkritik sieht darin eine Verfälschung der Wirklichkeit (siehe Medienmanipulation). Eine mediale Inszenierung geschieht vor allem in den Bereichen der Politik und der Werbung. Auch im Protest spielen Inszenierungen eine wachsende Rolle, wobei die 68er-Bewegung mit ihrem vermehrten Rückgriff auf happening-artige Gestaltungsformen hier einen Wandel in der Protestkultur bewirkte.

## Selbstinszenierung
Bei der Selbstinszenierung nimmt jemand eine bewusste Pose vor Zuschauern oder der Kamera ein oder übt (allgemeine) Kontrolle über das Bild aus, das (sich) von ihm gemacht wird.
Gesellschaftliches Handeln wird häufig inszeniert, man denke an das volksnahe und hemdsärmlige Auftreten von Politikern im Wahlkampf und an die pompöse Inszenierung und requisitenreiche Darstellung von Geistlichen. Ebenso versuchen Wirtschafts-Manager bei Auftritten vor Aktionären, der Presse, Analysten und der Öffentlichkeit, ihr Publikum zu beeindrucken. Auch sie benutzen Strategien, die man aus dem Theater kennt wie grelles Licht, erhabene Bühnen, schwungvolle Bühnenbilder, und eine möglichst überzeugende Rhetorik, Gestik und Mimik. – Demgegenüber geht es in nahen Beziehungen und bei Notlagen um die Enthüllung einer persönlichen Information, viel weniger um die Inszenierung.
Viele Menschen wollen ihr Handeln für andere ins rechte Licht rücken. Der Soziologe Erving Goffman hatte das Prinzip der alltäglichen Selbstdarstellung als Performance beschrieben: „Eine ‚Darstellung‘ (performance) kann als die Gesamttätigkeit eines bestimmten Teilnehmers an einer bestimmten Situation definiert werden, die dazu dient, die anderen Teilnehmer in irgendeiner Weise zu beeinflussen.“